# (198) Ампелия
(198) Ампелия (др.-греч. ἄμπελος) — это астероид главного пояса, принадлежащий к спектральному классу S. Астероид был открыт 13 июня 1879 года Альфонсом Борелли и назван в честь Ампела, в древнегреческой мифологии сын сатира и нимфы, спутник и возлюбленный Диониса.

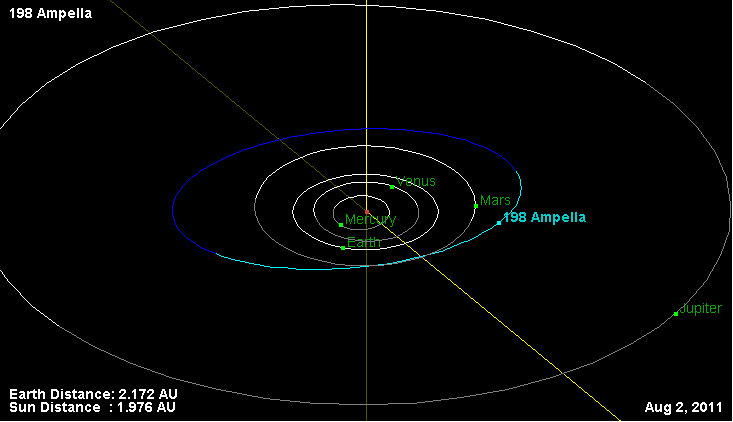
Орбита астероида Ампелия и его положение в Солнечной системе

Покрытие звёзд этим астероидом было зафиксировано в 8 ноября 1991 года в штате Новый Южный Уэльс, Австралия.